# گمینا گومونگتسه
گمینا گومونگتسه (به لهستانی:  Gmina Gomunice) یک گمینا در لهستان است که در شهرستان رادومسکو واقع شده‌است. گمینا گومونگتسه ۶۲٫۵۷ کیلومتر مربع مساحت و ۵٬۹۶۶ نفر جمعیت دارد.